# Carles Solà Ferrando
Carles Solà i Ferrando (Játiva, Alicante, 28 de noviembre de 1945) es un ingeniero químico, profesor universitario y político español. Rector de la Universidad Autónoma de Barcelona entre 1994 y 2002 y  presidente de la Conferencia de Rectores de las Universidades Españolas (CRUE) entre 1996 y 1998, más tarde fue consejero de Universidades e Investigación del Gobierno de Cataluña con Pasqual Maragall.

## Biografía
Carles Solà estudió Química en la Universidad de Valencia, universidad en la que ejerció como profesor adjunto y agregado de química técnica, y donde se doctoró en 1971 bajo la dirección de Agustín Escardino. En esta etapa coincidió con Antonio Llidó, de quien se considera discípulo.
En 1977 empezó a impartir clases como catedrático de Química técnica en la Universidad Autónoma de Barcelona hasta 1983, en que pasó a denominarse ingeniería química. Entre 1986 y 1988 fue designado vicerrector de Investigación de la UAB. En 1994, fue elegido rector de la UAB con el apoyo de un sector de los estudiantes y del PAS, y en contra del anterior rector, Josep Maria Vallès i Casadevall. Con ocasión de la apertura del curso universitario, en la que participó el entonces presidente de la Generalidad Jordi Pujol, decidió exhibir solo la bandera catalana y omitir la española en el acto. Ocupó esta función durante 8 años en dos legislaturas consecutivas.
Durante sus años de mandato se inauguró la plaza Cívica del campus y se levantaron en 1999 Las Cuatro Columnas, uno de los símbolos de la UAB, obra del escultor Andreu Alfaro. En enero de 1999, a raíz de una visita del entonces presidente español José María Aznar al Centro Nacional de Microelectrónica, se libró una batalla campal entre la Policía Nacional y unos 200 manifestantes que protestaban contra su presencia. Resultaron heridos 14 estudiantes y 5 agentes. Carles Solà condenó duramente estos hechos. Días después, el claustro universitario declaró a Aznar persona non grata, así como a la entonces delegada del Gobierno en Cataluña, Julia García-Valdecasas y al Cuerpo Nacional de Policía. Finalmente, las denuncias fueron archivadas por el Juzgado de Sardañola del Vallés.

### Investigaciones y galardones
Su investigación en el campo de la ingeniería bioquímica y la ingeniería de bioprocesos ha derivado en 130 publicaciones, 22 tesis doctorales dirigidas y la dirección de varios proyectos de investigación. Muchos de estos estudios se basan en la caracterización de enzimas, el diseño de estrategias para procesos de fermentación alcohólica con levaduras inmovilizadas para producir vinos y cavas, la obtención de ésteres ópticamente activos por síntesis enzimática, la producción de etanol celulósico y la consecución de anticuerpos monoclonales mediante cultivos de hibridomas en biorreactores.
También participó en investigaciones sobre células madre en calidad de becario. En 2002, llegó a manifestar públicamente su crítica hacia el Gobierno español por las restricciones y prohibiciones en esta línea de investigación mientras promovía investigaciones militares. Lo ratificó firmando un manifiesto de objeción científica conjuntamente con otros mil científicos más, entre los que destacaban Xavier Rubert de Ventós, Federico Mayor Zaragoza o Josep Egozcue.
Carles Solà ha recibido las siguientes distinciones y galardones a lo largo de su carrera científica:
- Doctor honoris causa en Ciencias por la Universidad de Southampton (1999)
- Medalla de Ingeniería Química de la Universidad de Valladolid (2004)[23]

## Consejero de Universidades

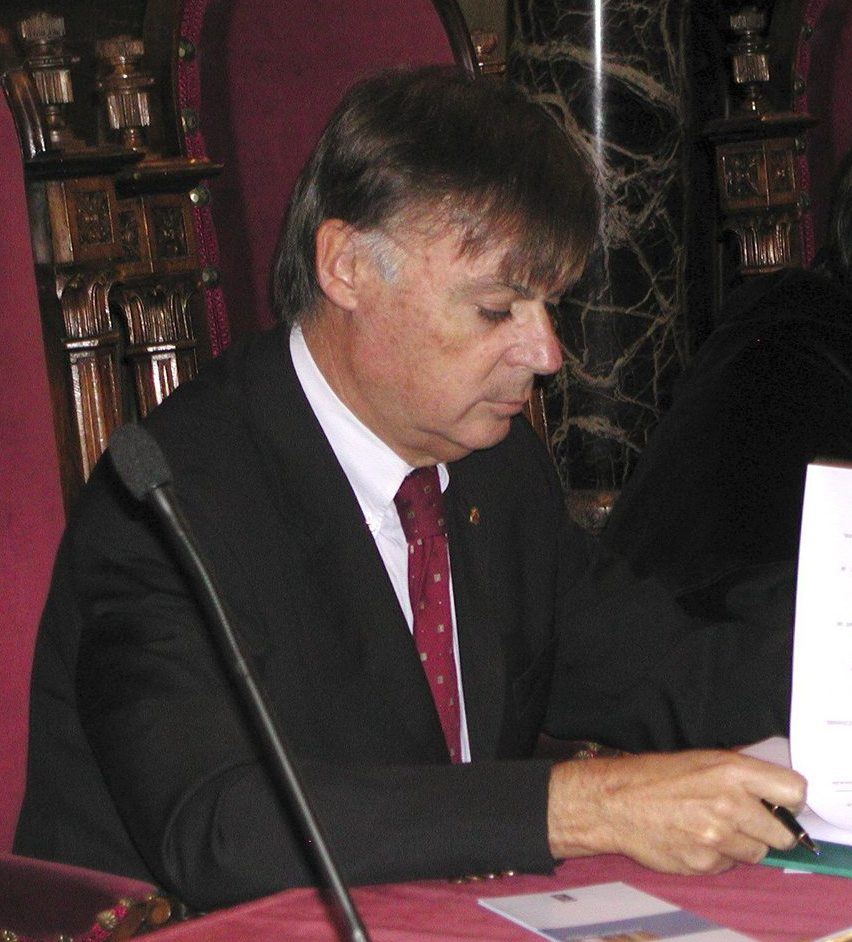
Carles Solà al acto de inauguración del curso 2004 en la Universitat de Barcelona en su etapa como consejero.

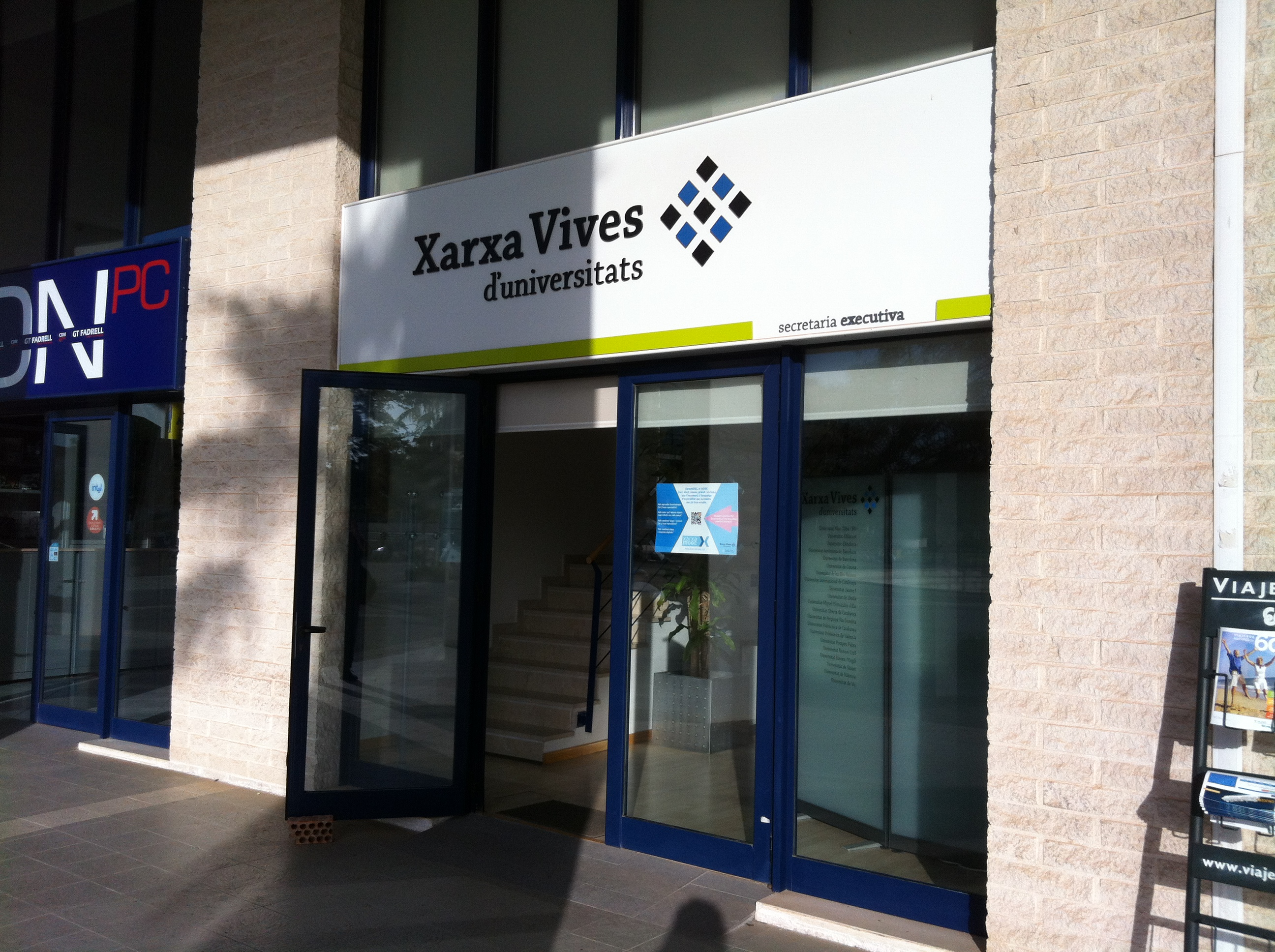
Solà fue presidente de la Red Vives de Universidades en 1998.

Cuando abandonó el cargo de rector de la UAB fue nombrado —a propuesta de Josep-Lluís Carod-Rovira desde ERC— consejero del Departamento de Universidades, Investigación y Sociedad de la Información (DURSI) de Cataluña. Ejerció el cargo durante el gobierno tripartito de Pasqual Maragall en la etapa comprendida entre el 20 de diciembre de 2003 y el 20 de abril de 2006, momento en que fue sustituido por Manuel Balcells en una reestructuración de gobierno. En este periodo destacó su intento de conseguir competencias plenas en materia de educación e investigación, así como de mantener un modelo universitario multilingüe con el catalán como lengua vehicular y favorable a los estándares europeos. Igualmente, se mostró partidario de establecer el Plan Bolonia, a pesar de que años después dijera que las condiciones finales de aplicación fueran decepcionantes. En 2005, envió un escrito a cada una de las universidades catalanas en la que se les instaba a pedir créditos para financiarse. Además, afirmaba que la Generalitat cubriría estos gastos, hecho que condujo a un endeudamiento de las instituciones en la construcción de parques científicos y de investigación. No obstante, este compromiso no se contempló en presupuestos posteriores y, una vez destituido del cargo, los consejeros que lo sucedieron se negaron a sufragar estas partidas económicas, cifradas en unos 300 millones de euros. Asentó las bases del PRI (Plan de Investigación e Innovación) 2005-2008, al cual se  tenían que destinar 124 millones de euros y en el que los tres objetivos principales eran llegar a un nivel de inversión del 2 % del PIB en R+D (partiendo del 1,38 % del 2003), la implicación administrativa en la promoción de la transferencia del conocimiento y en la conectividad del sistema de investigación e innovación (a través del favorecimiento de un vínculo más estrechado entre universidades, empresas y esfera pública) y, en tercer lugar, la implementación de mecanismos de evaluación y seguimiento del mismo plan.
Lideró el desarrollo de un nuevo modelo de telecomunicaciones y de las TIC (con un coste de unos 850 millones de euros) que tenía que garantizar el acceso en catalán a los proyectos vinculados, una cohesión en el ofrecimiento de servicios y contenidos entre plataformas informática —con objeto de equilibrar la calidad entre los servicios presenciales y digitales—, y también la llegada de la red de internet al 65 % de los hogares y al 100 % de las escuelas con vistas el 2008, entre otras características.
En marzo de 2004 pactó con el apoyo de la consejera de Salud Marina Geli la creación de un centro de investigación sobre células madre en el Parque de Investigación Biomédica de Barcelona, presupuestado en 3,5 millones de euros y que fue posible gracias a un cambio de la legislación española. Un año después, el marzo de 2005, acordaría el traspaso de la sede de la Federación Europea de Biotecnología de Delft en Barcelona, así como la celebración del congreso biannual de la misma institución a la ciudad a partir del 2007.
Posicionado favorablemente al independentismo catalán y después de haber formado parte del entorno de Esquerra Republicana de Catalunya, en septiembre de 2010 se anunció que Carles Solà cerraría las listas de Solidaritat Catalana per la Independència en la circunscripción de Barcelona.

## Otros cargos y afiliaciones
Otras asociaciones o entidades de las cuales ha sido miembro o afiliado son las siguientes:
- Presidente de la Red Vives de Universidades (1998)[38]
- Presidente de la Institución Cívica y de Pensamiento Joan Fuster (1998-2004)
- Miembro del Consejo de Gobierno del Consorcio de Servicios Universitarios de Cataluña (2003-2006)[39]
- Miembro del Jurado del Premio de Honor de las Letras Catalanas, otorgado por Òmnium Cultural[40]
- Miembro del Jurado de los pulses Ràdio Associació de Catalunya[41][42]